# لانس‌ایر ۴
لانس‌ایر ۴ (به انگلیسی: Lancair_IV) یک هواگرد ملخ‌پیشین تک‌موتوره از نوع هواپیمای دست‌ساز ساخت شرکت Lancair است.